# Tumba (Huye)
Tumba è un settore (imirenge) del Ruanda, parte della Provincia Meridionale e del distretto di Huye.